# Johan Henric Rydingsvärd
Johan Henric Rydingsvärd (Rydingswärd), född 27 september 1796 på Åttingsberg, Färgelanda socken, Älvsborgs län, död 8 januari 1839 i Stockholm, var en svensk bankobokhållare, målare och tecknare.
Han var son till kaptenen Johan Georg von Proschwitz (adlad och adopterad Rydingsvärd) och Beata Rydingsvärd och från 1823 gift med Sofia Vilhelmina Lindeström. Rydingsvärd var anställd som bokhållare vid Riksbanken i Stockholm. Som konstnär var han känd för att utföra förträffliga lavier i seppia. Han medverkade i Konstakademiens utställningar upprepade gånger 1818–1840 med porträtt, utsikter, religiösa och mytologiska motiv utförda i olja, sepia eller tusch. Hans motiv var till största delen kopior efter Fredric Westins, Olof Södermarks och Johan Gustaf Sandbergs arbeten. I den mån han målade originalmotiv blev det huvudsakligen landskapsmålningar. Han utnämndes till agré vid Konstakademien 1831. Rydingsvärd finns representerad med målningar och teckningar vid bland annat Rosendals slott, Tullgarns slott, Nationalmuseum, Skoklosters slott och Uppsala universitetsbibliotek.